# Cirilo Románov
Cirilo Vladímirovich de Rusia (en ruso Кири́лл Влади́мирович Рома́нов; San Petersburgo, Imperio Ruso; 12 de octubre de 1876 - Neuilly-sur-Seine, Francia, 12 de octubre de 1938) fue un gran duque ruso, hijo del gran duque Vladímir Aleksándrovich de Rusia (quien a su vez era hijo de Alejandro II) y de la gran duquesa María Pavlovna (nacida duquesa de Mecklemburgo-Schwerin). Fue primo hermano del zar Nicolás II de Rusia, de la reina de Dinamarca Alejandrina de Mecklemburgo-Schwerin, de la reina María de Rumanía, que también era su cuñada; así como de la reina Juliana de los Países Bajos, entre otros. Para los realistas legitimistas fue Cirilo I de Rusia. 
El gran duque Kirill siguió una carrera en la marina rusa sirviendo durante veinte años en la Guardia Naval. Participó en la Guerra ruso-japonesa, estando a punto de morir en el naufragio del acorazado Petropavlovsk en Port Arthur en abril de 1904. En 1905 se casó con su prima paterna, la princesa Victoria Melita de Sajonia-Coburgo-Gotha, desafiando la prohibición del zar Nicolás II. En represalia el zar lo despojó de sus cargos y honores, al mismo tiempo que desterró a la pareja de Rusia. Tuvieron dos hijas y se establecieron en París antes de poder visitar Rusia en 1909. En 1910 se volvieron a Rusia, donde Nicolás II reconoció su matrimonio. Durante la Primera Guerra Mundial fue nombrado comandante del Depósito Naval de los Guardias en 1915, alcanzando el rango de almirante en la Armada Imperial. Durante la Revolución de febrero de 1917 marchó al Palacio de Tauride a la cabeza de los Guardias Navales jurando lealtad al Gobierno provisional ruso.
Durante el Gobierno provisional en el verano de 1917, escapó a Finlandia donde su esposa dio a luz al único hijo de la pareja. En el exilio vivieron durante algunos años con los parientes de su esposa en Alemania, y desde finales de los años 20 en una finca que compraron en Saint-Briac-sur-Mer. Con la ejecución de sus primos, el zar Nicolás II y el gran duque Miguel, Cirilo asumió la dirección de la familia imperial de Rusia y, como siguiente en la línea al trono, se proclamó Guardián del Trono en 1924, proclamándose emperador en el exilio en 1926. Trabajó para la restauración de la monarquía del exilio durante el resto de su vida, pero sus demandas fueron disputadas por algunas facciones del movimiento monárquico en una división que subsiste hasta hoy. Escribió un libro de memorias, Mi vida al servicio de Rusia, publicado después de su muerte. Su nieta María Vladímirovna Románova, es la demandante actual a la jefatura de la casa Romanov.

## Primeros años

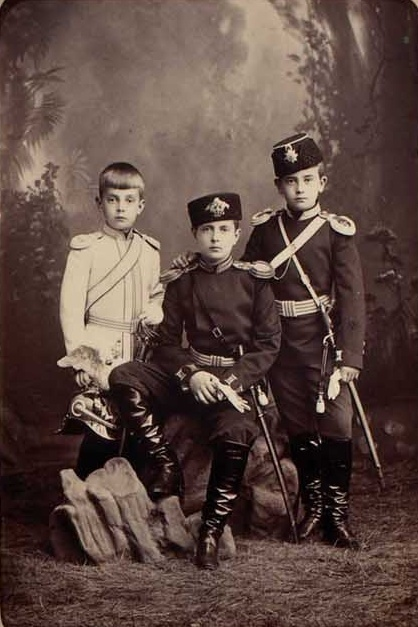
Cirilo (en el centro) con sus hermanos Andrés (izquierda) y Boris (derecha)

El gran duque Cirilo Vladimirovich de Rusia nació el 12 de octubre (OS 30 de septiembre) 1876 en Tsárskoye Seló, en la casa de campo de sus padres, la Villa de Vladimir. Su padre era el gran duque Vladimir Alexandrovich, tercer hijo del zar Alejandro II y su madre fue la gran duquesa María Pavlovna. Como nieto de un zar ruso recibió el título de gran duque de Rusia con tratamiento de Alteza Imperial. Los padres de Cirilo eran figuras influyentes en la sociedad rusa: el gran duque Vladimir fue un gran mecenas de las artes, mientras que la gran duquesa María Pavlovna fue una conocida anfitriona en la capital imperial. Ambos tenían personalidades imponentes y dejaron una gran huella en las vidas de Cirilo y de sus hermanos.
Tenía seis meses cuando falleció su hermano Alejandro. También tenía tres hermanos más jóvenes: Boris, Andrés y Elena. Crecieron entre la residencia de sus padres en San Petersburgo y en Tsárskoye Seló. Hasta los catorce años fue educado en casa por tutores privados. Su educación estuvo supervisada por el general Alexander Daller, un oficial de artillería retirado. Recibió instrucción militar e instrucción religiosa, y aprendió a hablar, leer y escribir en ruso, inglés, francés y alemán.

## Carrera naval
Desde edad temprana tuvo un amor especial por el mar, y sus padres le destinaron a seguir una carrera en la Armada Imperial. A la edad de quince años, en el otoño de 1891, comenzó su entrenamiento para la academia naval. Comenzó su carrera naval como guardiamarina en el barco Moriak en el verano de 1892. Concluyó su formación en el barco Vernyl en el mar Báltico en el verano de 1895. Su tío, el zar Alejandro III, murió el 1 de noviembre [ OS 20 de octubre de] 1894 y Nicolás II se convirtió en el nuevo zar. Durante las festividades de la coronación en Moscú, Cirilo se enamoró de su prima paterna, la princesa Victoria Melita de Sajonia-Coburgo-Gotha, casada con Ernesto Luis de Hesse-Darmstadt hermano de la zarina Alejandra.

## Matrimonio e hijos

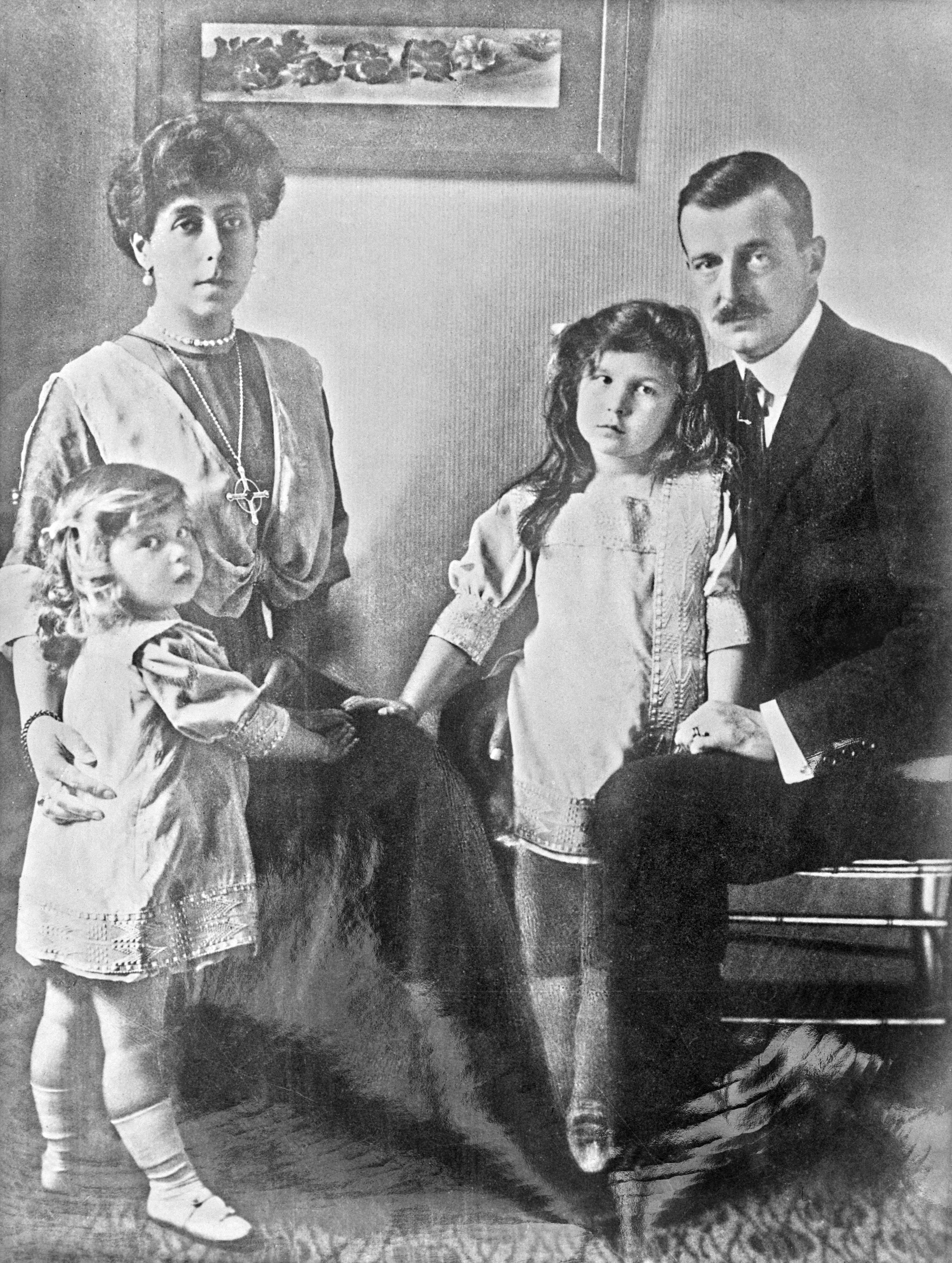
Cirilo con su esposa Victoria Melita y sus dos hijas, María y Kira (1922)

Se casó con su prima hermana, la princesa Victoria Melita de Sajonia-Coburgo-Gotha, el 8 de octubre de 1905, sin el consentimiento del zar Nicolás II. El padre de Victoria era Alfredo de Sajonia-Coburgo-Gotha, segundo hijo de la reina Victoria I y su madre era gran duquesa María Aleksándrovna de Rusia, hija del zar Alejandro II y tía paterna de Cirilo.
El matrimonio causó un escándalo en la realeza europea, ya que la princesa Victoria se divorció de su primer marido, Ernesto de Hesse. La hermana del gran duque de Hesse era la zarina Alejandra, esposa de Nicolás II. La zarina se opuso al matrimonio de su ex cuñada junto a la emperatriz viuda María. Poco después del regreso de Cirilo a Rusia, el zar lo despojó de su asignación imperial y sus honores y condecoraciones, expulsándolo de Rusia. El matrimonio de Cirilo estaba en abierto desafío al fallo de la Iglesia ortodoxa rusa ya que prohibía el matrimonio entre primos hermanos.
En 1908, después de la muerte del gran duque Alejo Alexandrovich de Rusia, Cirilo se colocó como tercero en la línea de sucesión al trono y Nicolás II no tuvo más remedio que restaurar a Cirilo en su rango de capitán en la Armada Rusa Imperial y su posición como ayudante de campo del emperador. Desde entonces su esposa fue llamada gran duquesa Victoria Fiódorovna, con tratamiento de Alteza Imperial.
El gran duque Cirilo y la princesa Victoria Melita tuvieron tres hijos:
- La gran duquesa María Kirillovna de Rusia (2 de febrero de 1907 - 27 de octubre de 1951) que se casó con Friedrich Karl, príncipe de Leiningen.
- La gran duquesa Kira Kirillovna de Rusia (9 de mayo de 1909 - 8 de septiembre de 1967) que se casó con Luis Ferdinand, príncipe de Prusia.
- El gran duque Vladimiro Kirílovich de Rusia (30 de agosto de 1917 - 21 de abril de 1992), que se convirtió en el reclamante del título de emperador de Rusia a la muerte de su padre.

Todos sus hijos nacieron con rango de príncipe y princesa de Rusia, ya que no tenían derecho a la categoría de gran duque o gran duquesa, porque no eran hijos ni nietos en la línea masculina de un emperador ruso de acuerdo con los Estatutos de la Familia Imperial que se convirtió en ley bajo el zar Alejandro III. De acuerdo con los estatutos imperiales, Cirilo nombró a su hijo gran duque y a sus hijas grandes duquesas después de asumir la posición de jefe de la familia Romanov y Jefe de la Casa Imperial. Esta elevación fue denunciada abiertamente por el gran duque Nicolás Nicolaevich cuando publicó una carta privada de la emperatriz viuda en 1924 en la que declaró que la proclamación de Cirilo era "prematura". La emperatriz viuda creía que sus hijos y nietos aún podrían estar vivos en Rusia.

## Revolución y Guerra Civil
Durante la Revolución de febrero de 1917, que destronó al zar, Cirilo simpatizó, a pesar de su juramento de fidelidad al emperador, con las facciones revolucionarias, llegando a enarbolar la bandera roja en su casa y portando la camisa roja bajo la casaca militar. Encabezó la expedición que tomó la Duma Imperial para impedir que fuera disuelta por el zar. Según sus defensores, tomó parte en iniciativas para defender el trono.
El 8 de marzo de 1917, cuando el gobierno ordenó la detención del ex-zar Nicolás II y su familia, Cirilo dimitió de sus cargos en señal de protesta. Poco antes había viajado ilegalmente a Finlandia, que seguía formando parte del Imperio ruso, y donde nació su hijo Vladimiro.
Durante la Guerra Civil rusa (1917-1923) buscó la restauración de la monarquía en su persona. Celebró reuniones con militares alemanes pero terminó por reconocer el fracaso de los Blancos y emigró a Suiza.

## Exilio y autoproclamación como emperador
Tras la confirmación de la muerte de la familia imperial y de la del hermano del zar Miguel Aleksándrovich, esta última por una orden judicial de Londres en 1924, el gran duque Cirilo se convirtió en el varón agnado de la dinastía. La desaparición abrió numerosas dificultades para resolver la sucesión al trono de Rusia. Ante el reconocimiento de las potencias a la República Soviética, se proclamó "Guardián del trono" en agosto de 1924 y luego se autoproclamó zar de Rusia con el nombre de Cirilo I. La decisión fue reprobada por los demás miembros de la familia en razón de su participación en los acontecimientos revolucionarios de febrero de 1917. Su principal rival y el único que rechazó su reclamación fue el gran duque Nicolás Nikoláyevich. En un congreso de monárquicos rusos realizado en París en 1926, los delegados decidieron votar a favor de reconocer a Cirilo como su líder.
Después de reclamar el trono fue conocido como el "zar soviético", porque en el caso de una restauración monárquica tenía la intención de mantener algunas de las características del régimen soviético. Mientras vivían en el exilio, fue apoyado por algunos emigrados que se llamaban "legitimistas" ( legitimisti, легитимисты en ruso), subrayando la "legitimidad" de la sucesión de Cirilo. Sus opositores eran conocidos como "no predeterminados" ( nepredreshentsi , en ruso непредрешенцы). Creyeron que a raíz de los acontecimientos revolucionarios, la convocatoria de un Zemsky Sobor era necesario para elegir un nuevo monarca para Rusia.
Encontró su apoyo más fuerte entre un grupo de legitimistas conocidos como los Mladorossi, una organización monárquica emigrada rusa que en última instancia, se vio fuertemente influenciada por el fascismo, aunque se distanció de otros movimientos fascistas. La organización comenzó a mostrar simpatías prosoviéticas, con el argumento de que la monarquía y el sistema bolchevique podrían coexistir pacíficamente (su lema era "zar y los soviéticos", una versión socialista de la tradicional "zar y la gente").
Cirilo Vladímirovich murió el 12 de octubre de 1938 en una clínica de París. En un primer tiempo fue enterrado en la capilla ancestral de la familia de su esposa en Coburgo (Alemania). El 7 de marzo de 1995 fue enterrado solemnemente junto a su esposa en la Fortaleza de San Pedro y San Pablo en San Petersburgo.

Monograma del Gran Duque Cirilo

## La sucesión a la jefatura de la Familia Imperial
Una sola cosa es segura, Cirilo era el varón agnado de la dinastía tras la muerte de Nicolás II, del zarévich Alexis y de Miguel Aleksándrovich, que reinó solo por un día. A este punto, los derechos pueden ser discutidos por diferentes príncipes, pero el hombre mayor de su dinastía era él. Desde el momento en que Cirilo Vladímirovich se convirtió en heredero mayor de los Románov, sus derechos fueron contestados por otros de sus primos, primero por razones políticas (su participación en la revolución de febrero), luego por el hecho de que sus derechos recaerían hoy en día en una mujer, María Vladímirovna Románova o por la supuesta invalidez de su matrimonio. Los argumentos y contraargumentos serán revisados más abajo.
La mayoría de las ligas monárquicas rusas reconocen los derechos de la descendencia de Cirilo Vladímirovich por encima de los reconocidos por la Asociación de la Familia Románov, la cual ve en la persona de Nicolás Románovich el jefe natural de la dinastía a pesar de no ser el varón agnado.

### Argumentos contrapuestos
Argumento
Según los detractores de los derechos de Cirilo, su participación en la revolución lo priva de derechos de sucesión. 
Respuesta
Según sus defensores y los de sus descendientes. Los mismos que lo acusaban habían cometido la misma falta al ser también filo-revolucionarios. 
Argumento
La validez del matrimonio de Cirilo a ojos de la legislación vigente en su época y que concierne la sucesión. Para comprender este argumento se deben considerar primero los artículos sobre la sucesión de la Corona imperial:
art. 183. Los matrimonios contraídos por las personas de la Casa imperial deben celebrarse con la autorización del emperador. Sin reconocimiento de hecho, el matrimonio no será válido. 
art. 184. Para recibir la aprobación del emperador, los matrimonios de sus familiares deben celebrarse por el rito ortodoxo y no ser morganáticos. 
Respuesta 1
Ahora bien, el matrimonio de Cirilo y Victoria Melita (1905) no correspondía a las demandas de consanguinidad de la religión ortodoxa. Por otra parte, el emperador no había dado su aprobación y privó explícitamente a Cirilo de todos sus derechos de sucesión. Sin embargo, esta privación de derechos nunca se hizo pública.
Respuesta 2
Para terminar: si se arguye la invalidez del matrimonio de Cirilo y Victoria Melita, se debe entonces considerar la de los demás pretendientes. Resulta entonces que ninguno de los demás pretendientes ha contraído matrimonio igual en cada una de las generaciones sucesivas hasta nuestros días. Por su parte, la descendencia de Cirilo lo ha hecho en cada una de las generaciones: tanto su hijo Vladimiro Kirílovich de Rusia como su nieta María Vladímirovna Románova. Su biznieto el Gran Duque Jorge Mijáilovich de Rusia, terminó con aquella tradición al casarse con la plebeya Rebecca Bettarini (cuyo nombre fue cambiado a Victoria Románova). Sin embargo, sus derechos se mantienen al no haber otro Románov que no haya contraído matrimonio morganático y el que su rama de la familia haya mantenido hasta ese momento la ley paulina. 
Respuesta 3
En 1907, a instancias del padre de Cirilo, tío del Emperador, Nicolás II reconoció el matrimonio de Cirilo y le otorgó a su esposa por decreto el título de «Gran Duquesa Victoria Fiódorovna». Cuando nació la primera hija, María Kirílovna, Nicolás II la reconoció de Sangre Imperial. El 14 de abril de 1909 Cirilo recibió nuevamente sus derechos como miembro de la familia imperial. 
Argumento
Los demás miembros de la familia que no reconocen los derechos sucesorios de la descendencia de Cirilo, arguyen también que la madre de Nicolás II (que logró abandonar Rusia y que murió en 1928) nunca reconoció la autoproclamación de Cirilo. 
Respuesta
Sus defensores contestan que esto se debe a que la emperatriz guardaba la esperanza de que su hijo aún estuviera vivo y que ese argumento no tiene peso legal.
Argumento
Las mujeres no tienen derechos de sucesión al trono de Rusia.
Respuesta
La Gran duquesa no tomó por sí los derechos, sino que simplemente los transmitió a su hijo el Gran Duque Jorge Mijáilovich de Rusia.

## Títulos y tratamientos
Esta tabla aún no está actualizada. Puedes contribuir aportando información sobre títulos y tratamientos de esta persona.

## Distinciones honoríficas
- Caballero de la Orden de San Andrés ( Imperio ruso).
- Caballero de la Orden de los Serafines ( Reino de Suecia, 18/07/1912).
- Caballero de la Orden del Elefante ( Reino de Dinamarca, 18/10/1928).[14]

## Ancestros
| \| \| \| \| \| \| \| \| \| \| \| \| \| \| \| \| \| \| \| \| 16. Pablo I de Rusia \| \| \| \| \| \| \| \| \| \| \| \| \| \| \| \| \| \| \| \| \| \| \| \| \| \| \| \| \| \| \| \| \| \| \| \| \| \| \| \| \| \| \| \| \| \| \| \| \| \| \| \| \| \| 8. Nicolás I de Rusia \| \| \| \| \| \| \| \| \| \| \| \| \| \| \| \| \| \| \| \| \| \| \| \| \| \| \| \| \| \| \| \| \| \| \| \| \| \| \| \| \| \| \| \| \| \| \| \| \| \| \| \| \| \| 17. Duquesa Sofía Dorotea de Wurtemberg \| \| \| \| \| \| \| \| \| \| \| \| \| \| \| \| \| \| \| \| \| \| \| \| \| \| \| \| \| \| \| \| \| \| \| \| \| \| \| \| \| \| \| \| \| \| \| \| \| \| \| \| \| \| 4. Alejandro II de Rusia \| \| \| \| \| \| \| \| \| \| \| \| \| \| \| \| \| \| \| \| \| \| \| \| \| \| \| \| \| \| \| \| \| \| \| \| \| \| \| \| \| \| \| \| \| \| \| \| \| \| \| \| \| \| 18. Federico Guillermo III de Prusia \| \| \| \| \| \| \| \| \| \| \| \| \| \| \| \| \| \| \| \| \| \| \| \| \| \| \| \| \| \| \| \| \| \| \| \| \| \| \| \| \| \| \| \| \| \| \| \| \| \| \| \| \| \| 9. Princesa Carlota de Prusia \| \| \| \| \| \| \| \| \| \| \| \| \| \| \| \| \| \| \| \| \| \| \| \| \| \| \| \| \| \| \| \| \| \| \| \| \| \| \| \| \| \| \| \| \| \| \| \| \| \| \| \| \| \| 19. Duquesa Luisa de Mecklemburgo-Strelitz \| \| \| \| \| \| \| \| \| \| \| \| \| \| \| \| \| \| \| \| \| \| \| \| \| \| \| \| \| \| \| \| \| \| \| \| \| \| \| \| \| \| \| \| \| \| \| \| \| \| \| \| \| \| 2. Gran Duque Vladímir Aleksándrovich de Rusia \| \| \| \| \| \| \| \| \| \| \| \| \| \| \| \| \| \| \| \| \| \| \| \| \| \| \| \| \| \| \| \| \| \| \| \| \| \| \| \| \| \| \| \| \| \| \| \| \| \| \| \| \| \| 20. Luis I, Gran Duque de Hesse y el Rin \| \| \| \| \| \| \| \| \| \| \| \| \| \| \| \| \| \| \| \| \| \| \| \| \| \| \| \| \| \| \| \| \| \| \| \| \| \| \| \| \| \| \| \| \| \| \| \| \| \| \| \| \| \| 10. Luis II, Gran Duque de Hesse y el Rin \| \| \| \| \| \| \| \| \| \| \| \| \| \| \| \| \| \| \| \| \| \| \| \| \| \| \| \| \| \| \| \| \| \| \| \| \| \| \| \| \| \| \| \| \| \| \| \| \| \| \| \| \| \| 21. Princesa Luisa de Hesse-Darmstadt \| \| \| \| \| \| \| \| \| \| \| \| \| \| \| \| \| \| \| \| \| \| \| \| \| \| \| \| \| \| \| \| \| \| \| \| \| \| \| \| \| \| \| \| \| \| \| \| \| \| \| \| \| \| 5. Princesa María de Hesse y el Rin \| \| \| \| \| \| \| \| \| \| \| \| \| \| \| \| \| \| \| \| \| \| \| \| \| \| \| \| \| \| \| \| \| \| \| \| \| \| \| \| \| \| \| \| \| \| \| \| \| \| \| \| \| \| 22. Carlos Luis, príncipe heredero de Baden \| \| \| \| \| \| \| \| \| \| \| \| \| \| \| \| \| \| \| \| \| \| \| \| \| \| \| \| \| \| \| \| \| \| \| \| \| \| \| \| \| \| \| \| \| \| \| \| \| \| \| \| \| \| 11. Princesa Guillermina de Baden \| \| \| \| \| \| \| \| \| \| \| \| \| \| \| \| \| \| \| \| \| \| \| \| \| \| \| \| \| \| \| \| \| \| \| \| \| \| \| \| \| \| \| \| \| \| \| \| \| \| \| \| \| \| 23. Landgravina Amalia de Hesse-Darmstadt \| \| \| \| \| \| \| \| \| \| \| \| \| \| \| \| \| \| \| \| \| \| \| \| \| \| \| \| \| \| \| \| \| \| \| \| \| \| \| \| \| \| \| \| \| \| \| \| \| \| \| \| \| \| 1. Cirilo Vladímirovich, Gran Duque de Rusia \| \| \| \| \| \| \| \| \| \| \| \| \| \| \| \| \| \| \| \| \| \| \| \| \| \| \| \| \| \| \| \| \| \| \| \| \| \| \| \| \| \| \| \| \| \| \| \| \| \| \| \| \| \| 24. Federico Luis, Gran Duque Heredero de Mecklemburgo-Schwerin \| \| \| \| \| \| \| \| \| \| \| \| \| \| \| \| \| \| \| \| \| \| \| \| \| \| \| \| \| \| \| \| \| \| \| \| \| \| \| \| \| \| \| \| \| \| \| \| \| \| \| \| \| \| 12. Pablo Federico, Gran Duque de Mecklemburgo-Schwerin \| \| \| \| \| \| \| \| \| \| \| \| \| \| \| \| \| \| \| \| \| \| \| \| \| \| \| \| \| \| \| \| \| \| \| \| \| \| \| \| \| \| \| \| \| \| \| \| \| \| \| \| \| \| 25. Gran Duquesa Elena Pávlovna de Rusia \| \| \| \| \| \| \| \| \| \| \| \| \| \| \| \| \| \| \| \| \| \| \| \| \| \| \| \| \| \| \| \| \| \| \| \| \| \| \| \| \| \| \| \| \| \| \| \| \| \| \| \| \| \| 6. Federico Francisco II, Gran Duque de Mecklemburgo-Schwerin \| \| \| \| \| \| \| \| \| \| \| \| \| \| \| \| \| \| \| \| \| \| \| \| \| \| \| \| \| \| \| \| \| \| \| \| \| \| \| \| \| \| \| \| \| \| \| \| \| \| \| \| \| \| 26. Federico Guillermo III de Prusia (= 18) \| \| \| \| \| \| \| \| \| \| \| \| \| \| \| \| \| \| \| \| \| \| \| \| \| \| \| \| \| \| \| \| \| \| \| \| \| \| \| \| \| \| \| \| \| \| \| \| \| \| \| \| \| \| 13. Princesa Alejandrina de Prusia \| \| \| \| \| \| \| \| \| \| \| \| \| \| \| \| \| \| \| \| \| \| \| \| \| \| \| \| \| \| \| \| \| \| \| \| \| \| \| \| \| \| \| \| \| \| \| \| \| \| \| \| \| \| 27. Duquesa Luisa de Mecklemburgo-Strelitz (= 19) \| \| \| \| \| \| \| \| \| \| \| \| \| \| \| \| \| \| \| \| \| \| \| \| \| \| \| \| \| \| \| \| \| \| \| \| \| \| \| \| \| \| \| \| \| \| \| \| \| \| \| \| \| \| 3. Duquesa María de Mecklemburgo-Schwerin \| \| \| \| \| \| \| \| \| \| \| \| \| \| \| \| \| \| \| \| \| \| \| \| \| \| \| \| \| \| \| \| \| \| \| \| \| \| \| \| \| \| \| \| \| \| \| \| \| \| \| \| \| \| 28. Enrique XLIV, príncipe de Reuss-Köstritz \| \| \| \| \| \| \| \| \| \| \| \| \| \| \| \| \| \| \| \| \| \| \| \| \| \| \| \| \| \| \| \| \| \| \| \| \| \| \| \| \| \| \| \| \| \| \| \| \| \| \| \| \| \| 14. Enrique LXIII, príncipe de Reuss-Köstritz \| \| \| \| \| \| \| \| \| \| \| \| \| \| \| \| \| \| \| \| \| \| \| \| \| \| \| \| \| \| \| \| \| \| \| \| \| \| \| \| \| \| \| \| \| \| \| \| \| \| \| \| \| \| 29. Baronesa Guillermina Geuder de Heroldsberg \| \| \| \| \| \| \| \| \| \| \| \| \| \| \| \| \| \| \| \| \| \| \| \| \| \| \| \| \| \| \| \| \| \| \| \| \| \| \| \| \| \| \| \| \| \| \| \| \| \| \| \| \| \| 7. Princesa Augusta de Reuss-Köstritz \| \| \| \| \| \| \| \| \| \| \| \| \| \| \| \| \| \| \| \| \| \| \| \| \| \| \| \| \| \| \| \| \| \| \| \| \| \| \| \| \| \| \| \| \| \| \| \| \| \| \| \| \| \| 30. Conde Enrique de Stolberg-Wernigerode \| \| \| \| \| \| \| \| \| \| \| \| \| \| \| \| \| \| \| \| \| \| \| \| \| \| \| \| \| \| \| \| \| \| \| \| \| \| \| \| \| \| \| \| \| \| \| \| \| \| \| \| \| \| 15. Condesa Leonor de Stolberg-Wernigerode \| \| \| \| \| \| \| \| \| \| \| \| \| \| \| \| \| \| \| \| \| \| \| \| \| \| \| \| \| \| \| \| \| \| \| \| \| \| \| \| \| \| \| \| \| \| \| \| \| \| \| \| \| \| 31. Princesa Juana de Schönburg-Waldenburg \| \| \| \| \| \| \| \| \| \| \| \| \| \| \| \| \| \| \| \| \| \| \| \| \| \| \| \| \| \| \| \| \| \| \| \| \| \| \| \| \| \| \| \| \| \| \| \| \| \| \| \| |                                                                 |  |  |  |  |  |  |  |  |  |  |  |  |  |  |  |
| |                                                                 |  |  |  |  |  |  |  |  |  |  |  |  |  |  |  |
| | 16. Pablo I de Rusia                                            |  |  |  |  |  |  |  |  |  |  |  |  |  |  |  |
| |                                                                 |  |  |  |  |  |  |  |  |  |  |  |  |  |  |  |
| |                                                                 |  |  |  |  |  |  |  |  |  |  |  |  |  |  |  |
| | 8. Nicolás I de Rusia                                           |  |  |  |  |  |  |  |  |  |  |  |  |  |  |  |
| |                                                                 |  |  |  |  |  |  |  |  |  |  |  |  |  |  |  |
| |                                                                 |  |  |  |  |  |  |  |  |  |  |  |  |  |  |  |
| | 17. Duquesa Sofía Dorotea de Wurtemberg                         |  |  |  |  |  |  |  |  |  |  |  |  |  |  |  |
| |                                                                 |  |  |  |  |  |  |  |  |  |  |  |  |  |  |  |
| |                                                                 |  |  |  |  |  |  |  |  |  |  |  |  |  |  |  |
| | 4. Alejandro II de Rusia                                        |  |  |  |  |  |  |  |  |  |  |  |  |  |  |  |
| |                                                                 |  |  |  |  |  |  |  |  |  |  |  |  |  |  |  |
| |                                                                 |  |  |  |  |  |  |  |  |  |  |  |  |  |  |  |
| | 18. Federico Guillermo III de Prusia                            |  |  |  |  |  |  |  |  |  |  |  |  |  |  |  |
| |                                                                 |  |  |  |  |  |  |  |  |  |  |  |  |  |  |  |
| |                                                                 |  |  |  |  |  |  |  |  |  |  |  |  |  |  |  |
| | 9. Princesa Carlota de Prusia                                   |  |  |  |  |  |  |  |  |  |  |  |  |  |  |  |
| |                                                                 |  |  |  |  |  |  |  |  |  |  |  |  |  |  |  |
| |                                                                 |  |  |  |  |  |  |  |  |  |  |  |  |  |  |  |
| | 19. Duquesa Luisa de Mecklemburgo-Strelitz                      |  |  |  |  |  |  |  |  |  |  |  |  |  |  |  |
| |                                                                 |  |  |  |  |  |  |  |  |  |  |  |  |  |  |  |
| |                                                                 |  |  |  |  |  |  |  |  |  |  |  |  |  |  |  |
| | 2. Gran Duque Vladímir Aleksándrovich de Rusia                  |  |  |  |  |  |  |  |  |  |  |  |  |  |  |  |
| |                                                                 |  |  |  |  |  |  |  |  |  |  |  |  |  |  |  |
| |                                                                 |  |  |  |  |  |  |  |  |  |  |  |  |  |  |  |
| | 20. Luis I, Gran Duque de Hesse y el Rin                        |  |  |  |  |  |  |  |  |  |  |  |  |  |  |  |
| |                                                                 |  |  |  |  |  |  |  |  |  |  |  |  |  |  |  |
| |                                                                 |  |  |  |  |  |  |  |  |  |  |  |  |  |  |  |
| | 10. Luis II, Gran Duque de Hesse y el Rin                       |  |  |  |  |  |  |  |  |  |  |  |  |  |  |  |
| |                                                                 |  |  |  |  |  |  |  |  |  |  |  |  |  |  |  |
| |                                                                 |  |  |  |  |  |  |  |  |  |  |  |  |  |  |  |
| | 21. Princesa Luisa de Hesse-Darmstadt                           |  |  |  |  |  |  |  |  |  |  |  |  |  |  |  |
| |                                                                 |  |  |  |  |  |  |  |  |  |  |  |  |  |  |  |
| |                                                                 |  |  |  |  |  |  |  |  |  |  |  |  |  |  |  |
| | 5. Princesa María de Hesse y el Rin                             |  |  |  |  |  |  |  |  |  |  |  |  |  |  |  |
| |                                                                 |  |  |  |  |  |  |  |  |  |  |  |  |  |  |  |
| |                                                                 |  |  |  |  |  |  |  |  |  |  |  |  |  |  |  |
| | 22. Carlos Luis, príncipe heredero de Baden                     |  |  |  |  |  |  |  |  |  |  |  |  |  |  |  |
| |                                                                 |  |  |  |  |  |  |  |  |  |  |  |  |  |  |  |
| |                                                                 |  |  |  |  |  |  |  |  |  |  |  |  |  |  |  |
| | 11. Princesa Guillermina de Baden                               |  |  |  |  |  |  |  |  |  |  |  |  |  |  |  |
| |                                                                 |  |  |  |  |  |  |  |  |  |  |  |  |  |  |  |
| |                                                                 |  |  |  |  |  |  |  |  |  |  |  |  |  |  |  |
| | 23. Landgravina Amalia de Hesse-Darmstadt                       |  |  |  |  |  |  |  |  |  |  |  |  |  |  |  |
| |                                                                 |  |  |  |  |  |  |  |  |  |  |  |  |  |  |  |
| |                                                                 |  |  |  |  |  |  |  |  |  |  |  |  |  |  |  |
| | 1. Cirilo Vladímirovich, Gran Duque de Rusia                    |  |  |  |  |  |  |  |  |  |  |  |  |  |  |  |
| |                                                                 |  |  |  |  |  |  |  |  |  |  |  |  |  |  |  |
| |                                                                 |  |  |  |  |  |  |  |  |  |  |  |  |  |  |  |
| | 24. Federico Luis, Gran Duque Heredero de Mecklemburgo-Schwerin |  |  |  |  |  |  |  |  |  |  |  |  |  |  |  |
| |                                                                 |  |  |  |  |  |  |  |  |  |  |  |  |  |  |  |
| |                                                                 |  |  |  |  |  |  |  |  |  |  |  |  |  |  |  |
| | 12. Pablo Federico, Gran Duque de Mecklemburgo-Schwerin         |  |  |  |  |  |  |  |  |  |  |  |  |  |  |  |
| |                                                                 |  |  |  |  |  |  |  |  |  |  |  |  |  |  |  |
| |                                                                 |  |  |  |  |  |  |  |  |  |  |  |  |  |  |  |
| | 25. Gran Duquesa Elena Pávlovna de Rusia                        |  |  |  |  |  |  |  |  |  |  |  |  |  |  |  |
| |                                                                 |  |  |  |  |  |  |  |  |  |  |  |  |  |  |  |
| |                                                                 |  |  |  |  |  |  |  |  |  |  |  |  |  |  |  |
| | 6. Federico Francisco II, Gran Duque de Mecklemburgo-Schwerin   |  |  |  |  |  |  |  |  |  |  |  |  |  |  |  |
| |                                                                 |  |  |  |  |  |  |  |  |  |  |  |  |  |  |  |
| |                                                                 |  |  |  |  |  |  |  |  |  |  |  |  |  |  |  |
| | 26. Federico Guillermo III de Prusia (= 18)                     |  |  |  |  |  |  |  |  |  |  |  |  |  |  |  |
| |                                                                 |  |  |  |  |  |  |  |  |  |  |  |  |  |  |  |
| |                                                                 |  |  |  |  |  |  |  |  |  |  |  |  |  |  |  |
| | 13. Princesa Alejandrina de Prusia                              |  |  |  |  |  |  |  |  |  |  |  |  |  |  |  |
| |                                                                 |  |  |  |  |  |  |  |  |  |  |  |  |  |  |  |
| |                                                                 |  |  |  |  |  |  |  |  |  |  |  |  |  |  |  |
| | 27. Duquesa Luisa de Mecklemburgo-Strelitz (= 19)               |  |  |  |  |  |  |  |  |  |  |  |  |  |  |  |
| |                                                                 |  |  |  |  |  |  |  |  |  |  |  |  |  |  |  |
| |                                                                 |  |  |  |  |  |  |  |  |  |  |  |  |  |  |  |
| | 3. Duquesa María de Mecklemburgo-Schwerin                       |  |  |  |  |  |  |  |  |  |  |  |  |  |  |  |
| |                                                                 |  |  |  |  |  |  |  |  |  |  |  |  |  |  |  |
| |                                                                 |  |  |  |  |  |  |  |  |  |  |  |  |  |  |  |
| | 28. Enrique XLIV, príncipe de Reuss-Köstritz                    |  |  |  |  |  |  |  |  |  |  |  |  |  |  |  |
| |                                                                 |  |  |  |  |  |  |  |  |  |  |  |  |  |  |  |
| |                                                                 |  |  |  |  |  |  |  |  |  |  |  |  |  |  |  |
| | 14. Enrique LXIII, príncipe de Reuss-Köstritz                   |  |  |  |  |  |  |  |  |  |  |  |  |  |  |  |
| |                                                                 |  |  |  |  |  |  |  |  |  |  |  |  |  |  |  |
| |                                                                 |  |  |  |  |  |  |  |  |  |  |  |  |  |  |  |
| | 29. Baronesa Guillermina Geuder de Heroldsberg                  |  |  |  |  |  |  |  |  |  |  |  |  |  |  |  |
| |                                                                 |  |  |  |  |  |  |  |  |  |  |  |  |  |  |  |
| |                                                                 |  |  |  |  |  |  |  |  |  |  |  |  |  |  |  |
| | 7. Princesa Augusta de Reuss-Köstritz                           |  |  |  |  |  |  |  |  |  |  |  |  |  |  |  |
| |                                                                 |  |  |  |  |  |  |  |  |  |  |  |  |  |  |  |
| |                                                                 |  |  |  |  |  |  |  |  |  |  |  |  |  |  |  |
| | 30. Conde Enrique de Stolberg-Wernigerode                       |  |  |  |  |  |  |  |  |  |  |  |  |  |  |  |
| |                                                                 |  |  |  |  |  |  |  |  |  |  |  |  |  |  |  |
| |                                                                 |  |  |  |  |  |  |  |  |  |  |  |  |  |  |  |
| | 15. Condesa Leonor de Stolberg-Wernigerode                      |  |  |  |  |  |  |  |  |  |  |  |  |  |  |  |
| |                                                                 |  |  |  |  |  |  |  |  |  |  |  |  |  |  |  |
| |                                                                 |  |  |  |  |  |  |  |  |  |  |  |  |  |  |  |
| | 31. Princesa Juana de Schönburg-Waldenburg                      |  |  |  |  |  |  |  |  |  |  |  |  |  |  |  |
| |                                                                 |  |  |  |  |  |  |  |  |  |  |  |  |  |  |  |
| |                                                                 |  |  |  |  |  |  |  |  |  |  |  |  |  |  |  |

| Predecesor: Miguel II | Detentor de los derechos sucesorios al trono imperial 17 de julio de 1918 - 12 de octubre de 1938 (disputado por el Gran duque Nicolás hasta 1929) | Sucesor: Vladímir Kirílovich |